# Xylotribus pinacopterus
Xylotribus pinacopterus là một loài bọ cánh cứng trong họ Cerambycidae.